# Томашів (гміна)
Гміна Томашів (пол. Gmina Tomaszów Lubelski) — сільська гміна у східній Польщі. Належить до Томашівського повіту Люблінського воєводства.
Станом на 31 грудня 2011 у гміні проживало 11135 осіб.

## Площа
Згідно з даними за 2007 рік площа гміни становила 170.78 км², у тому числі:
- орні землі: 67.00%
- ліси: 27.00%

Таким чином, площа гміни становить 11.48% площі повіту.

## Населення
Станом на 31 грудня 2011:
| Опис     | Загалом | Загалом | Чоловіки | Чоловіки | Жінки | Жінки |
| -------- | ------- | ------- | -------- | -------- | ----- | ----- |
| одиниця  | осіб    | %       | осіб     | %        | осіб  | %     |
| все      | 11135   | 100     | 5507     | 49.46    | 5628  | 50.54 |
| міське   | 0       | 100     | 0        |          | 0     |       |
| сільське | 11135   | 100     | 5507     | 49.46    | 5628  | 50.54 |

## Населені пункти
Гміна складається з 54 населених пункти, з них 26 сіл становлять повноцінну адміністративну одиницю — солтиство:
- Хоромжанка — (Chorążanka);
- Домброва Томашівська — (Dąbrowa Tomaszowska);
- Гурно — (Górno);
- Озерня — (Jeziernia);
- Юстинівка — (Justynówka);
- Клекач — (Klekacz);
- Лащувка — (Łaszczówka);
- Лащувка-Колонія — (Łaszczówka-Kolonia);
- Майдан Гірський — (Majdan Górny);
- Майданек — (Majdanek);
- Нова Вєш — (Nowa Wieś);
- Пасіки — (Pasieki);
- Підгірче — (Podhorce);
- Прецінка — (Przecinka);
- Преорськ — (Przeorsk);
- Рабинівка — (Rabinówka);
- Рогужно — (Rogóźno);
- Рогужно-Колонія — (Rogóźno-Kolonia);
- Руда Волоська — (Ruda Wołoska);
- Руда Железна — (Ruda Żelazna);
- Сабаудя — (Sabaudia);
- Шароволя — (Szarowola);
- Типін — (Typin);
- Улів — (Ulów);
- Вепрове Озеро — (Wieprzowe Jezioro);
- Замяни — (Zamiany).

Інші поселення (без статусу солтиства):
- Буйсце — (Bujsce);
- Буковина — (Bukowina);
- Цєплахи — (Cieplachy);
- Цибулівка — (Cybulówka);
- Длуге — (Długie);
- Добранівка — (Dobrzanówka);
- Долина — (Dolina);
- Дуб — (Dub);
- Фольвариско — (Folwarczysko);
- Глинянки — (Glinianki);
- Іренівка — (Irenówka);
- Капсіувка — (Kapsiówka);
- Кантик — (Kątek);
- Климовиця — (Klimowica);
- Липка — (Lipka);
- Новий Приорськ — (Nowy Przeorsk);
- Парама — (Parama);
- Пардасувка — (Pardasówka);
- Подбелжец — (Podbełżec);
- Підбір — (Podbór);
- Підліс — (Podlas);
- Полісся — (Polesie);
- Рогове Копце — (Rogowe Kopce);
- Грошкі — (Groszki);
- Солокія — (Sołokija);
- Суткі — (Sutki);
- Вигон — (Wygon);
- Сибір — (Sybir).

## Сусідні гміни
Гміна Томашів межує з такими гмінами: Белжець, Краснобруд, Любича-Крулевська, Наріль, Рахане, Сусець, Тарнаватка, Томашів, Ярчув.